# Justin Bessou

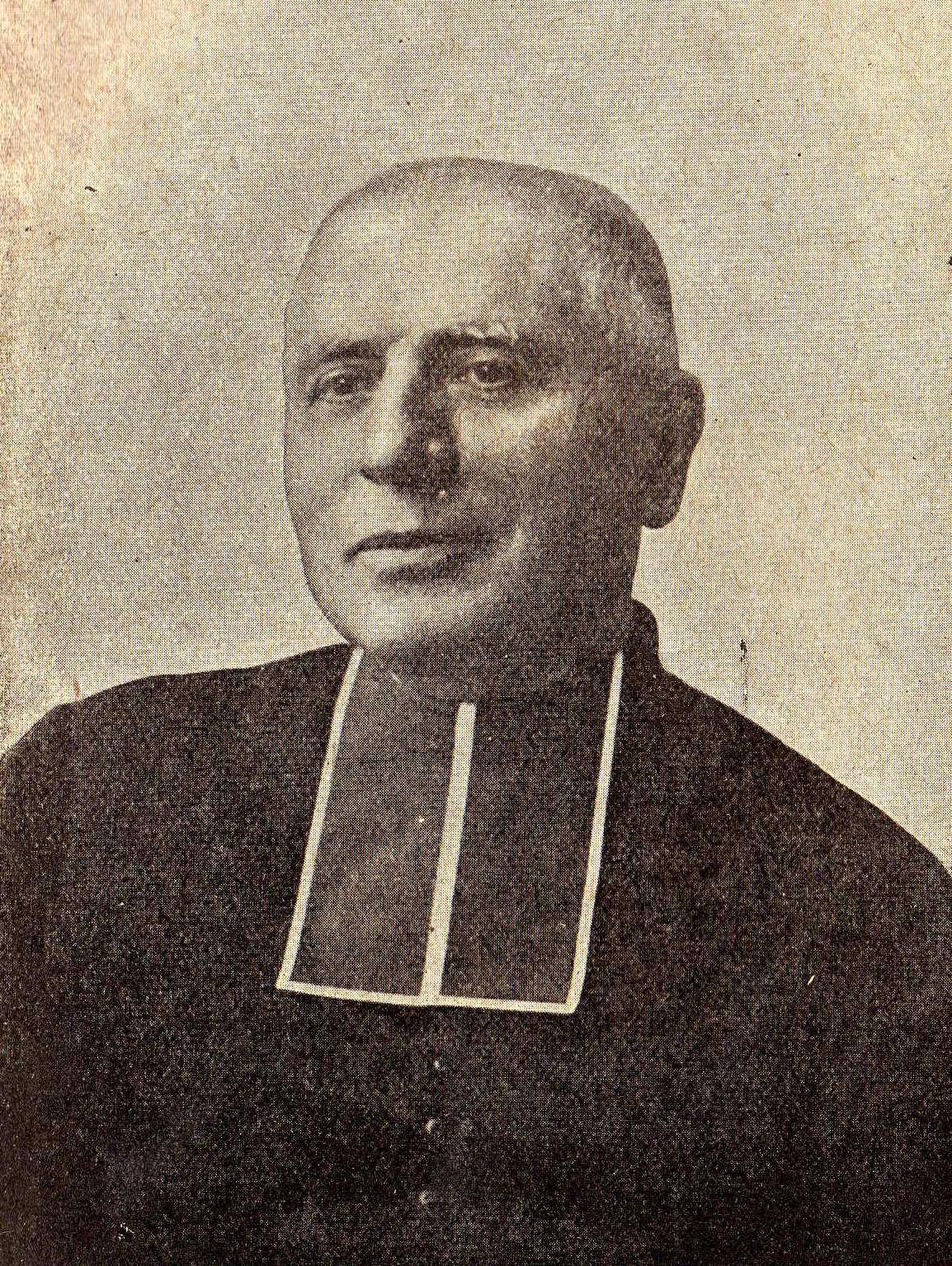
Justin Bessou

Justin Bessou (auch: Justin Besson; * 31. Oktober 1845 in Saint-Salvadou; † 29. Oktober 1918 in Villefranche-de-Rouergue) war ein französischer römisch-katholischer Geistlicher und Schriftsteller okzitanischer Sprache.

## Leben und Werk
Justin Bessou wuchs im Weiler Mejalanou der Gemeinde Saint-Salvadou im Département Aveyron auf. Ab dem Alter von 14 Jahren besuchte er die Schule für angehende Priester in Rodez. Nach seiner Priesterweihe 1871 war er Kaplan in Saint-Geniez-d’Olt und von 1877 bis 1881 in Marcillac-Vallon, dann Pfarrer in Lebous (heute zugehörig zu Réquista) und von 1886 bis 1906 in Najac, wo er Kontakt zu Antonin Perbosc pflegte, der im Nachbarort Laguépie unterrichtete. Ab 1907 lebte er als Domherr in Rodez und ab 1912 in Villefranche-sur-Rouergue. Er starb dort im Alter von 72 Jahren an der Spanischen Grippe.
Bessou wurde 1902 zum Majoral (Akademiemitglied, Sitz: Cigalo de la Jano, o de Mussidan ) des Félibrige gewählt. Sein herausragendes Werk ist das Epos D’Al Brès a la toumbo („Von der Wiege bis zum Grabe“), das die Lebensbedingungen der Bauern des Rouergue realistisch beschreibt. Lafont/Anatole 1970 verglichen ihn mit Batisto Bonnet, den sie für größer, aber nicht für authentischer hielten.

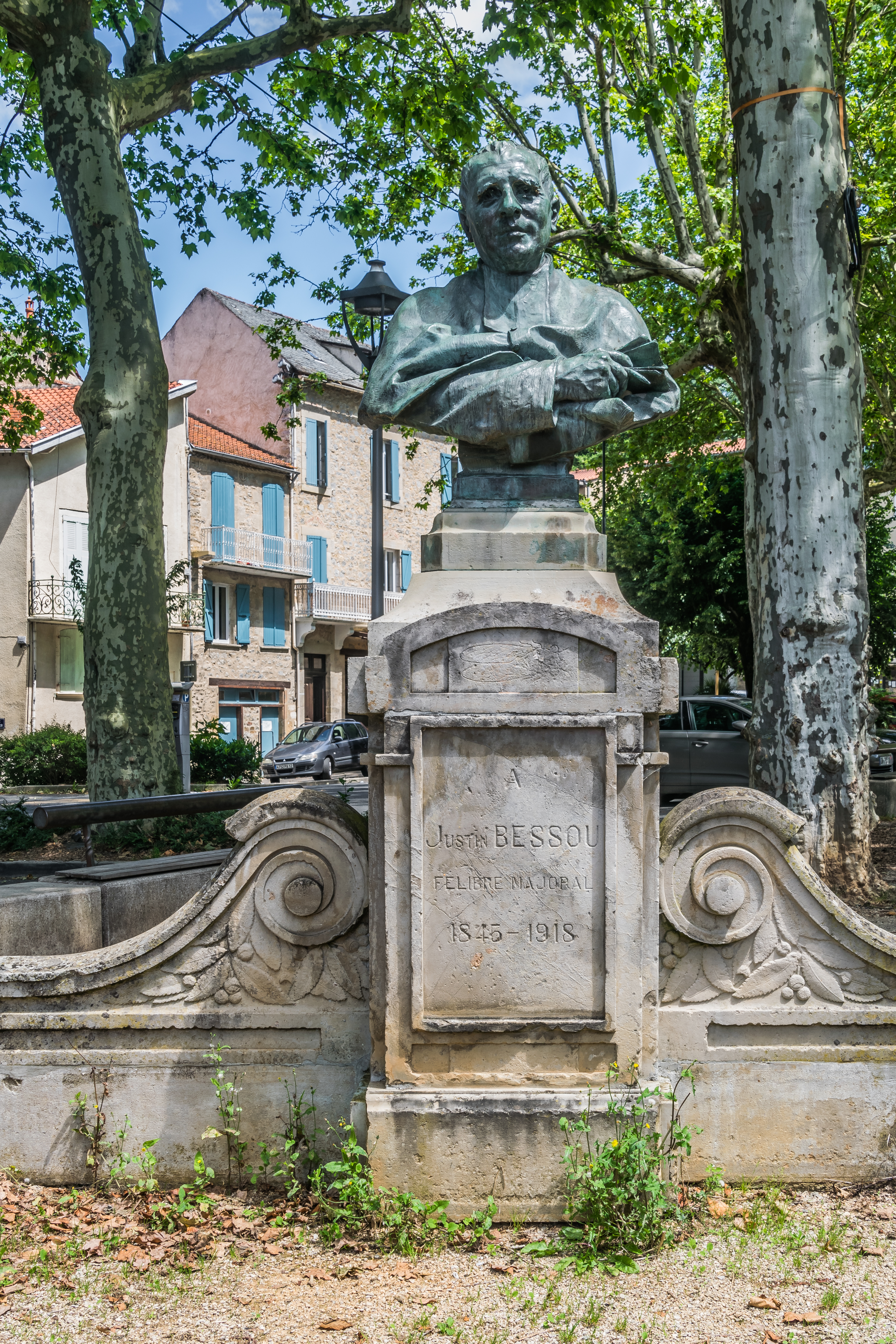
Bessou-Denkmal in Villefranche-de-Rouergue

1920 wurde ihm in Villefranche-de-Rouergue in der Nähe der Kirche ein Denkmal errichtet. Dort trägt auch eine Straße seinen Namen. In Saint-Salvadou erinnert eine Stele an ihn.

## Werke (Auswahl)

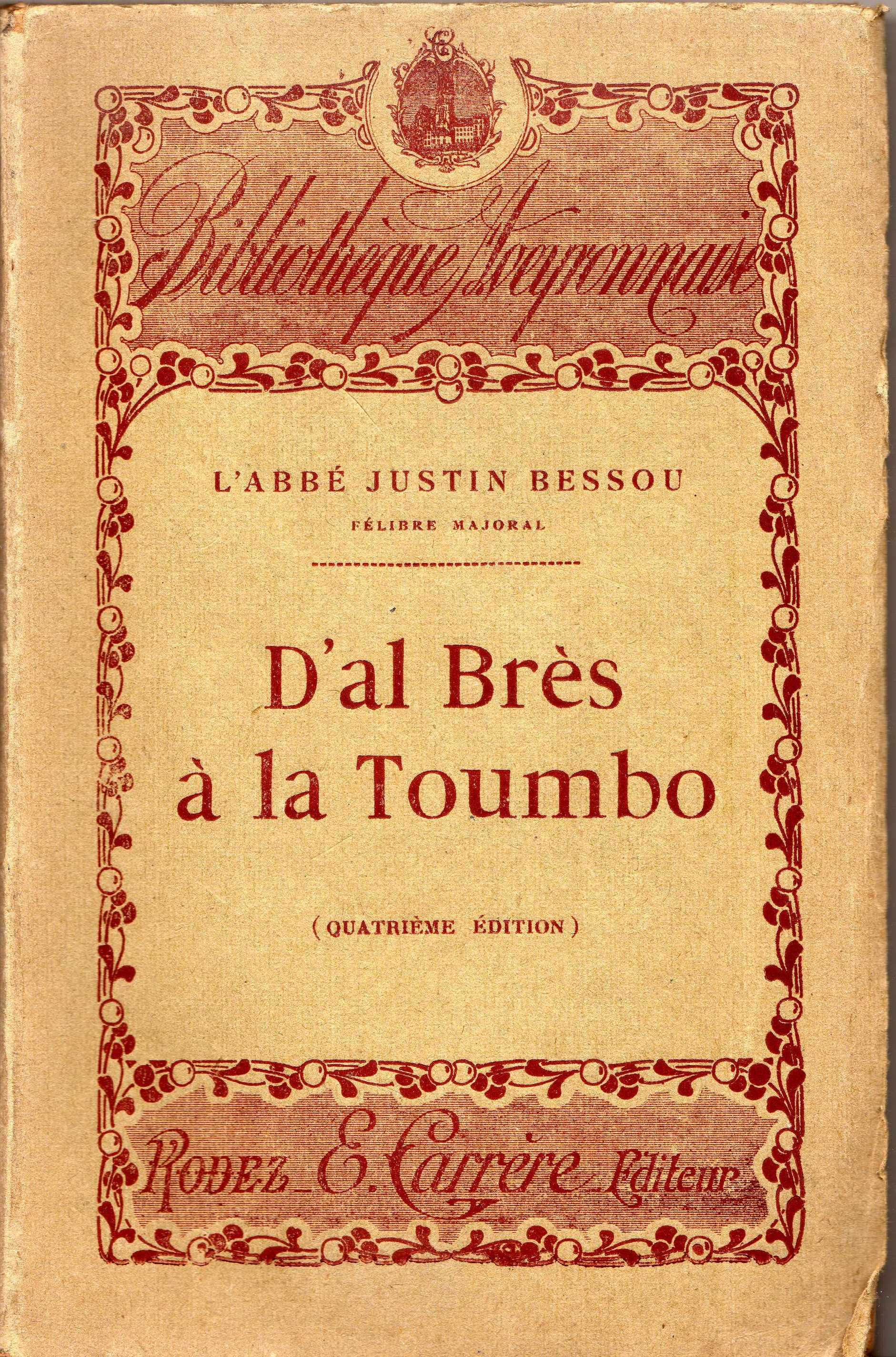
Hauptwerk von Justin Bessou (Titelseite)

- Merles et fauvettes. H. de Broca, Rodez 1877. Lacour, Nîmes 2016. (teils auf Okzitanisch)
- D’Al Brès a la toumbo, poème en douze chants, suivi d’un lexique des mots les plus difficiles à comprendre. E. Carrère, Rodez 1892, 1899, 1919. Lacour, Nîmes 2004.
  - (zweisprachig) D’al brès à la toumbo. Du berceau à la tombe. E. Carrère, Rodez 1920. (übersetzt von Justin Viguier)
  - D’al brèç a la tomba. Poèma en dotze cants. Hrsg. Joan de Cantalausa. Cultura d’òc, Rodez 1995.
- Lyre et guitare. E. Carrère, Rodez 1898. Lacour, Nîmes 2017.
- Countes de la tata Mannou. E. Carrère, Rodez 1902. Lacour, Nîmes 2004.
  - Contes de la tatà Mannon. Hrsg. Joan de Cantalausa. Cultura d’òc, Rodez 1994. (zweisprachig)
- Bagateletos.  E. Carrère, Rodez 1902. Lacour, Nîmes 2016.
- Besucarietos. Risouletos, prouderbis, debinarèlos. E. Carrère, Rodez 1906. Lacour, Nîmes 2005.
- Countes de l’ouncle Janet. E. Carrère, Rodez 1910. Lacour-Ollé, Nîmes 2011.
  - Contes de l’oncle Joanet. Hrsg. Joan de Cantalausa. Rodez 1997. (zweisprachig)
- Soubenis et mescladis. Villefranche-de-Rouergue 1913. Lacour, Nîmes 2018.
- Besprados de l’Ouncle Polito. E. Carrère, Rodez 1923. Lacour-Ollé, Nîmes 2007.
- Besson causida per las escòlas. Hrsg. Loís Combas. J. de Cantalausa, Rodez 1977.
- Lexique aveyronnais-français des mots du poème les plus difficiles à comprendre contenus dans l’ouvrage «D’al brès à la toumbo», poème en douze chants. C. Lacour, Nîmes 2011. (zuerst 1891)